# Danh sách Đại biểu Quốc hội Việt Nam khóa I
Sau đây là danh sách các đại biểu của Quốc hội Việt Nam khóa I (1946 - 1960). Đây là các đại biểu đã thông qua Hiến pháp 1946, hiến pháp đầu tiên của nước Việt Nam Dân chủ Cộng hòa. Danh sách này bao gồm 333 đại biểu trúng cử trong cuộc Tổng tuyển cử ngày 6 tháng 1 năm 1946 và 70 đại biểu không thông qua bầu cử của Việt Quốc và Việt Cách theo thoả thuận trước cuộc bầu cử đạt được ngày 24 tháng 12 năm 1945 giữa Việt Nam Độc lập Đồng minh Hội (Việt Minh) với Việt Cách và Việt Quốc.

## Các đại biểu được dân bầu
Danh sách các đại biểu được xếp theo các khu vực mà họ trúng cử.
Hà Nội
1. Hồ Chí Minh
2. Hoàng Văn Đức
3. Vũ Đình Hòe
4. Trần Duy Hưng
5. Nguyễn Văn Luyện
6. Nguyễn Thị Thục Viên
7. Chu Bá Phượng

Lai Châu
1. Điêu Chính Chân
2. Điêu Chính Thu

Lao Cai
1. Nguyễn Viết Quỳnh

Hà Giang
1. Nguyễn Tri Phương
2. Vương Chí Thành

Cao Bằng
1. Vũ Anh (Nguyễn Viết Thành/Trịnh Đông Hải)
2. Nguyễn Khánh Kim
3. Dương Đại Lâm
4. Giàng Văn Pao (Kim Đao)

Lạng Sơn
1. Lâm Trọng Thư
2. Lê Huyền Trang
3. Lương Như Ý[3]

Hải Ninh
1. Hoàng Văn Hà[3]
2. Nguyễn Hiền
3. Hoàng Mậu Thành

Quảng Yên
1. Lê Văn Cơ
2. Nguyễn Văn Luận (Trần Danh Tuyên)
3. Trịnh Tam Tỉnh

Sơn La
1. Sa Văn Minh
2. Lò Văn San

Yên Bái
1. Trần Đình Khánh
2. Cầm Ngọc Lương[3]

Tuyên Quang
1. Ma Văn Kinh
2. Tạ Quốc Tiêu (Tạ Xuân Thu)

Bắc Cạn
1. Nông Văn Lạc
2. Hoàng Hùng Sơn

Thái Nguyên
1. Lê Trung Đình
2. Đặng Đức Thái
3. Trần Mai (Nguyễn Trung Thành)

Bắc Giang
1. Nguyễn Mạnh Khuông (Lê Hữu Chỉnh)
2. Nguyễn Dương Hồng
3. Ninh Văn Phan
4. Trần Kim Xuyến (Phó Giám đốc Nha Thông tin, bị giặc bắn chết ở Chúc Sơn năm 1947)

Bắc Ninh
1. Bạch Di (Vi Dân)
2. Dương Đức Hiền
3. Vũ Thị Khôi (Phan Thị Thục)
4. Ngô Thế Phúc
5. Nguyễn Huy Tưởng
6. Nguyễn Duy Thân
7. Đỗ Trọng Thìn[3]
8. Nguyễn Văn Chung[3]

Phú Thọ
1. Lê Đồng
2. Nguyễn Hữu Hưng
3. Nguyễn Thiện Ngữ (Việt Thanh)
4. Sầm Văn Ngữ
5. Phạm Bích Tuế[3]

Vĩnh Yên
1. Đặng Việt Châu
2. Nguyễn Quý Hùng
3. Nguyễn Công Kiêm[3]
4. Nguyễn Hữu Tạo

Phúc Yên
1. Nguyễn Hữu Ngô
2. Lê Đình Thiệp
3. Lê Huy Vân

Hòa Bình
1. Quách Công Chẩm

Sơn Tây
1. Lê Văn Hòe[3]
2. Đào Trọng Kim[3]
3. Phạm Khắc Minh (Nguyễn Quốc Hồng)
4. Khuất Duy Tiến
5. Nguyễn Văn Thái

Hà Đông
1. Trịnh Văn Bô
2. Cù Huy Cận
3. Đỗ Đức Dục
4. Nguyễn Đỗ Cung
5. Bùi Bằng Đoàn
6. Hoàng Minh Giám
7. Đặng Kim Giang
8. Trần Trọng Hiệu
9. Bùi Vinh Liên
10. Nguyễn Đăng Long
11. Trương Thị Mỹ
12. Nguyễn Trọng Nhâm (Xuân Thủy)
13. Dương Đức Quyên
14. Hoàng Tích Trí

Hải Dương
1. Bùi Thị Diệm (Lê Phương)
2. Ngô Xuân Diệu
3. Vũ Duy Hiệu
4. Nguyễn Hữu Túc (Nguyễn Công Hòa)
5. Lương Duyên Lạc
6. Đinh Văn Mão
7. Phan Tất Tuân
8. Đỗ Chu Tuấn (Chu Anh)
9. Nguyễn Trọng Yên
10. Lê Văn Khải[3]
11. Bùi Hữu Sủng[3]
12. Ngô Quang Vũ[3]

Hưng Yên
1. Phạm Quang Điện (Phạm Quốc Dân)
2. Trịnh Quý Đông
3. Lương Hiền (Lê Đông)
4. Lê Xuân Hựu
5. Nguyễn Văn Xuân (kỹ sư)
6. Cao Thị Khương
7. Bồ Xuân Luật
8. Nguyễn Mạnh Hà[3]

Hải Phòng
1. Nguyễn Sơn Hà
2. Trương Trung Phụng
3. Nguyễn Đình Thi

Kiến An
1. Phạm Văn Bỉnh
2. Tô Quang Đẩu
3. Đào Trọng Hiến
4. Nguyễn Văn Sơ
5. Nguyễn Xiển
6. Nguyễn Thiện Hước[3]
7. Dương Tư Nguyên[3]

Thái Bình
1. Bùi Đăng Chi (Ngô Tất Tiến)
2. Đỗ Hữu Dư
3. Nguyễn Văn Năng
4. Phan Tư Nghĩa
5. Nguyễn Văn Phiếm (Trần Dương)
6. Nguyễn Duy Phiên
7. Lê Tùng Sơn
8. Nguyễn Đức Tiến
9. Hoàng Đạo Thúy
10. Lê Thanh Thủy (Nguyễn Thành Lê)
11. Vũ Quý Mão[3]
12. Vũ Nhận[3]
13. Trần Đình Trọng[3]

Nam Định
1. Đinh Khắc Anh
2. Vũ Đức Âu
3. Bùi Trình Khiêm
4. Bùi Xuân Mẫn
5. Lê Trọng Nghĩa (Đoàn Xuân Tín)
6. Vũ Xuân Sắc
7. Đặng Châu Tuệ
8. Hồ Đức Thành
9. Đặng Xuân Thiều
10. Nguyễn Văn Trân
11. Nguyễn Tấn Gi Trọng
12. Đỗ Văn Đoan[3]
13. Trịnh Hoài Đức[3]
14. Đoàn Phú Tứ[3]
15. Vũ Ngọc Trác[3]

Thành phố Nam Định
1. Trần Huy Liệu
2. Nguyễn Văn Tố

Hà Nam
1. Dương Thế Châu
2. Nguyễn Trọng Đạt (Lê Thành)
3. Phạm Ngọc Điển
4. Lê Tư Lành
5. Nguyễn Đức Quỳ (Đào Thành Kim)
6. Đinh Gia Trinh
7. Phạm Bá Trực

Ninh Bình
1. Trương Văn Công
2. Trần Công Chính
3. Ngô Tử Hạ
4. Phạm Văn Hồng
5. Phan Văn Lợi
6. Lê Văn Cầu

Thanh Hóa
1. Lê Tất Đắc
2. Lưu Văn Bàn (Lưu Cộng Hòa)
3. Nguyễn Văn Huệ
4. Đặng Văn Hỷ
5. Lê Đỗ Kỳ
6. Nguyễn Xuân Kỳ
7. Hoàng Sĩ Oánh
8. Phạm Thúc Tiêu
9. Đặng Phúc Thông
10. Lê Trọng Thuần (Thoàn)
11. Nguyễn Đình Thực
12. Lê Trần Đức[3]
13. Nguyễn Hữu Ngọc[3]
14. Nguyễn Văn Tĩnh (Tinh Hoa)[3]
15. Nguyễn Vĩnh Thụy (Bảo Đại)[3]

Nghệ An
1. Chu Văn Biên
2. Nguyễn Côn
3. Võ Nguyên Giáp
4. Hoàng Văn Hoan
5. Phan Hữu Khiêm
6. Lê Viết Lượng
7. Đặng Thai Mai
8. Trần Mai
9. Tôn Thị Quế
10. Nguyễn Duy Trinh
11. Sầm Văn Kim[3]
12. Nguyễn Đình Pháp

Vinh - Bến Thủy
1. Trần Văn Cung
2. Nguyễn Tạo (Nguyễn Phú Doãn)

Hà Tĩnh
1. Trần Bình
2. Tạ Quang Bửu
3. Trần Hữu Duyệt
4. Lê Lộc
5. Vương Đình Lương
6. Hồ Văn Ninh
7. Nguyễn Trọng Nhã

Quảng Bình
1. Hoàng Văn Diệm
2. Võ Thuần Nho
3. Nguyễn Văn Đồng (Đồng Sĩ Nguyên)
4. Võ Văn Quyết
5. Trần Hường (Lê Vũ)

Quảng Trị
1. Lê Thế Hiếu (bị quân Pháp bắt ở Triệu Phong, bị giết tháng 5 năm 1947)
2. Trần Mạnh Quỳ
3. Đặng Thí

Thừa Thiên
1. Hoàng Anh
2. Nguyễn Kinh Chi
3. Trần Đăng Khoa
4. Đoàn Trọng Truyến
5. Thích Mật Thể[3]

Huế
1. Trần Hữu Dực
2. Tôn Quang Phiệt

Đà Nẵng
1. Lê Dung

Quảng Nam
1. Phạm Bằng
2. Phan Bôi (Hoàng Hữu Nam)
3. Phan Diêu
4. Lê Văn Hiến
5. Huỳnh Ngọc Huệ
6. Nguyễn Thế Kỷ
7. Nguyễn Xuân Nhĩ
8. Võ Sạ
9. Trần Tống
10. Đinh Tựu
11. Phan Thao
12. Lâm Quang Thự
13. Trần Đình Tri
14. Trần Viện
15. Lê Thị Xuyến

Quảng Ngãi
1. Nguyễn Duân
2. Phạm Văn Đồng
3. Lê Hồng Long
4. Phạm Quang Lược
5. Hà Văn Tính
6. Hồ Thiết
7. Nguyễn Trí
8. Đinh May[3]

Bình Định
1. Phan Chấn
2. Trần Huy
3. Trần Quang Khanh
4. Trần Lê
5. Lê Văn Mai
6. Nguyễn Xuân Như
7. Phạm Sanh
8. Nguyễn Đức Tín
9. Trần Tín
10. Mong Thoong
11. Huỳnh Triếp
12. Nguyễn Hoàng

Phú Yên
1. Huỳnh Lưu
2. Phạm Ngọc Quế
3. Trần Quỳnh
4. Phan Lưu Thanh

Khánh Hòa
1. Nguyễn Văn Chi
2. Đào Thiện Thi
3. Tôn Thất Vỹ (Nguyễn Minh Vỹ)

Kon Tum
1. Djouik John[3]
2. Ouok[3]
3. Lưu Phương[3]

Plê Cu
1. Nguyễn Bá Hòe
2. Nay Phin
3. Recom Rock[3]

Lâm Viên
1. Ngô Duy Diễn (Ngô Duy Đích)

Đắc Lắc
1. Y Ngông Niê Kdăm
2. Y Wang Mlô Duôn Du

Phan Rang
1. Trần Thi
2. Lưu Ái[3]

Bình Thuận
1. Huỳnh Tấn Đối[3]
2. Nguyễn Tương[3]

Đồng Nai Thượng
1. Tuprong Hiếu[3]

Thành phố Sài Gòn - Chợ Lớn
1. Huỳnh Văn Tiểng
2. Lý Chính Thắng
3. Tôn Đức Thắng
4. Nguyễn Văn Trấn
5. Hoàng Đôn Văn

Chợ Lớn
1. Lê Đình Cư[3]
2. Nguyễn Văn Cương
3. Nguyễn Văn Hoành
4. Kiều Tấn Lập[3]
5. Vũ Văn Lương[3]

Gia Định
1. Phạm Văn Khung
2. Thái Văn Lung
3. Lê Văn Mảng[3]
4. Trịnh Thị Miếng
5. Trần Văn Nguyên
6. Nguyễn Oắng

Bà Rịa
1. Dương Bạch Mai

Biên Hòa
1. Phạm Văn Búng
2. Hoàng Minh Châu
3. Nguyễn Văn Nghĩa
4. Siểng (người dân tộc Khơ Me, bị quân Pháp giết ở Xuân Lộc năm 1947)

Thủ Dầu Một
1. Nguyễn Văn Lộng
2. Nguyễn Đức Nhẫn[3]
3. Nguyễn Văn Tiết (bị quân Pháp giết tháng 4 năm 1948)

Tân An
1. Huỳnh Văn Gấm
2. Tống Đức Viễn

Mỹ Tho
1. Diệp Ba
2. Nguyễn Phi Hoanh
3. Nguyễn Văn Nguyên
4. Ngô Tấn Nhơn
5. Huỳnh Tấn Phát
6. Nguyễn Thị Thập (Nguyễn Thị Ngọc Tốt)

Bến Tre
1. Phạm Văn Bạch
2. Nguyễn Văn Cái
3. Đỗ Phát Quang
4. Nguyễn Tẩu
5. Trần Quế Tử[3]

Trà Vinh
1. Nguyễn Duy Khâm
2. Dung Văn Khúc (Dương Quang Đông)
3. Nguyễn Văn Tây (Thanh Sơn)

Vĩnh Long
1. Nguyễn Văn Phát
2. Phan Văn Sử
3. Nguyễn Văn Thiệt

Sa Đéc
1. Nguyễn Văn Cửu
2. Nguyễn Văn Huệ
3. Nguyễn Văn Kiểu[3]
4. Trương Hữu Tước[3]

Châu Đốc
1. Kim Chouru
2. Hồ Triệu Ngạn
3. Trương Tấn Phát

Hà Tiên
1. Nguyễn Văn Kỉnh

Long Xuyên
1. Dương Văn Ân[3]
2. Ung Văn Khiêm
3. Nguyễn Hữu Nghi
4. Nguyễn Văn Hưởng

Cần Thơ
1. Phan Lương Báu
2. Trần Ngọc Danh
3. Nguyễn Đăng
4. Đặng Văn Quang
5. Trần Ngọc Quế
6. Đỗ Văn Y

Sóc Trăng
1. Phan Văn Chiêu
2. Dương Kỳ Hiệp
3. Lê Thành Phiên[3]

Gò Công
1. Nguyễn Văn Côn
2. Trần Công Tường

Rạch Giá
1. Nguyễn Ngọc Bích
2. Trần Văn Luân
3. Huỳnh Bá Nhung (bị quân Pháp giết tháng 11 năm 1953)
4. Nguyễn Văn Tạo

Bạc Liêu
1. Nguyễn Văn Đính (Hoàng Kế Ngô)[3]
2. Ngô Thị Huệ
3. Cao Triều Phát

## Các đại biểu của Việt Quốc
1. Hoàng Ngọc Bách
2. Nguyễn Tường Bách
3. Ngô Văn Cẩn
4. Trần Văn Cầu
5. Nguyễn Văn Chấn
6. Phạm Trọng Chi
7. Nguyễn Tắc Chung
8. Trần Trung Dung
9. Đỗ Đình Tạo
10. Phạm Gia Độ
11. Nghiêm Xuân Hàm
12. Nguyễn Tôn Hoàn
13. Phạm Như Hổ
14. Lê Minh Huy
15. Đinh Văn Kính
16. Vũ Hồng Khanh
17. Nguyễn Đôn Lâm
18. Nguyễn Tường Long
19. Nguyễn Văn Luân
20. Nguyễn Văn Lực
21. Đào Văn Minh
22. Lê Ninh (Lê Khang)
23. Phan Kích Nam
24. Nguyễn Thượng Nghi
25. Chu Bá Phượng
26. Trình Quốc Quang
27. Lê Văn Quất
28. Nguyễn Văn Quỳ
29. Cung Đình Quỳ
30. Ngô Trung Sơn
31. Đặng Văn Sung
32. Nguyễn Tường Tam
33. Trịnh Như Tấu
34. Phạm Hoàng Tín
35. Lê Toại
36. Nghiêm Kế Tổ
37. Nguyễn Xuân Tùng
38. Phạm Tất Thắng
39. Nguyễn Duy Thanh
40. Nghiêm Xuân Thiện
41. Nguyễn Văn Thư
42. Trịnh Trạc
43. Phan Trâm
44. Vũ Đình Trí
45. Đỗ Văn
46. Cung Thức Vân
47. Nguyễn Bạch Vân
48. Nguyễn Văn Viễn
49. Phạm Sinh Vinh
50. Nghiêm Xuân Việt

50 đại biểu mở rộng thuộc Việt Nam Quốc dân Đảng (Việt Quốc; trên thực tế là cả Mặt trận Quốc dân Đảng Việt Nam). Trong số các đại biểu này, chỉ có Trần Văn Cầu là đủ tư cách Đại biểu Quốc hội, còn sau đó đa số bị Quốc hội truất quyền đại biểu.

## Các đại biểu của Việt Cách
1. Lê Viết Cường (Đặng Đức Cường)
2. Nguyễn Dương Dung
3. Dương Văn Dư
4. Đinh Chương Dương
5. Đào Hữu Dương
6. Lý Đào (Lý Thủy Ngọ)
7. Nông Kính Đậu
8. Nguyễn Cao Hách
9. Ngô Văn Hợp
10. Nguyễn Hữu Hợp
11. Đỗ Đình Khôi
12. Nguyễn Văn Lưu (Phi)
13. Bùi Quý Tước
14. Đặng Văn Tường
15. Nguyễn Hải Thần
16. Đàm Quang Thiện
17. Trần Tấn Thọ
18. Trương Đình Tri
19. Nông Quốc Long
20. Triệu Văn Hợi

20 đại biểu mở rộng thuộc Việt Nam Cách mệnh Đồng minh Hội (Việt Cách). Trong số các đại biểu này, chỉ có Lê Viết Cương, Đinh Chương Dương, Lý Đào, Ngô Văn Hợp, Nguyễn Văn Lưu, Trần Tấn Thọ là đủ tư cách Đại biểu Quốc hội, còn sau đó đa số bị Quốc hội truất quyền đại biểu.

## Thống kê
Với tỉ lệ cử tri đi bầu đạt 89%, 333 đại biểu đã được bầu từ 403 người ứng cử, trong đó có 10 đại biểu là nữ, 34 là người dân tộc thiểu số, 43% là không đảng phái và 87% là thuộc thành phần công nhân, nông dân hoặc tham gia cách mạng.